# 585 TCN
585 TCN là một năm trong lịch La Mã.